# Gaidar, Găgăuzia
Gaidar (în găgăuză Haydar, în rusă Гайдар) este un sat în Unitatea Teritorială Administrativă Găgăuzia, Republica Moldova.

## Demografie

### Structura etnică
Structura etnică a localității conform recensământului populației din 2004:
| Grup etnic                    | Populație | % Procentaj |
| ----------------------------- | --------- | ----------- |
| Găgăuzi                       | 4368      | 96,53%      |
| Ruși                          | 47        | 1,04%       |
| Bulgari                       | 37        | 0,82%       |
| Băștinași declarați Moldoveni | 32        | 0,71%       |
| Ucraineni                     | 25        | 0,55%       |
| Țigani                        | 12        | 0,27%       |
| Alții                         | 4         | 0,09%       |
| Total                         | 4525      |             |

## Administrație și politică
Componența Consiliului local Gaidar (13 consilieri), ales la 5 noiembrie 2023, este următoarea:
|  | Partid                                       | Consilieri | Componență | Componență | Componență | Componență | Componență |
|  | -------------------------------------------- | ---------- | ---------- | ---------- | ---------- | ---------- | ---------- |
|  | Partidul „Bugeacul Nostru”                   | 5          |            |            |            |            |            |
|  | Candidat independent GHEORGHI CAPSAMUN       | 1          |            |            |            |            |            |
|  | Partidul „Renaștere”                         | 2          |            |            |            |            |            |
|  | Partidul Socialiștilor din Republica Moldova | 1          |            |            |            |            |            |
|  | Candidat independent PIOTR DRAGAN            | 1          |            |            |            |            |            |
|  | Candidat independent MATRIONA TOPAL          | 1          |            |            |            |            |            |
|  | Candidat independent HARLAMPI CAPSOMUN       | 1          |            |            |            |            |            |
|  | Candidat independent PANTELEI CEBOTARI       | 1          |            |            |            |            |            |